# Limnophila (Limnophila) roraimicola
Limnophila (Limnophila) roraimicola is een tweevleugelige uit de familie steltmuggen (Limoniidae). De soort komt voor in het Neotropisch gebied.